# Іахсарі

Іахсарі, у пшавів і хевсурів божество з числа хвтісшвілі (дітей бога Гмерті).
Іахсарі — небесний посланець, що спускається з неба у вигляді стовпа або хреста. Шанувався як бог, що бореться зі злими силами — девами, каджаями, чортами та ін. Відповідно до одного з міфів, жителів Пшаві і Хевсуреті гнобили Деви: оскверняли їх святилища, безчестили жінок, вбивали дітей. Стурбовані цим, горяни звернулися за допомогою до своїх божеств. Зібравшись на раду біля врат Гмерті, хвтісшвілі прохали великого бога покарати девів. Щоб обрати ватажка, Гмерті випробував силу хвтісшвілі. Перемогу в змаганні здобули Іахсарі та Копала, які й очолили похід. Вони розгромили військо девів, вбили їхніх богатирів — Музу і Бегелу. Після розгрому деви перетворилися на невидимі істоти і назавжди покинули цю місцевість.
За повір'ями, Іахсарі виганяє злих духів із душ душевнохворих і померлих від нещасного випадку (ураження блискавкою, занос лавиною і т. д.).
Культ Іахсарі отримав широке поширення також в Тушеті, Мтіулеті, Гудамакарі, Ерцо-Тіанеті та інших районах Грузії.